# گمینا پژگوجتسه
گمینا پژگوجتسه (به لهستانی:  Gmina Przygodzice) یک گمینا در لهستان است که در شهرستان اوستروف ویلکوپولسکی واقع شده‌است. گمینا پژگوجتسه ۱۶۳٫۴۸ کیلومتر مربع مساحت و ۱۱٬۳۲۰ نفر جمعیت دارد.